# Gymnopleurus thelwalli
Gymnopleurus thelwalli är en skalbaggsart som beskrevs av Waterhouse 1890. Gymnopleurus thelwalli ingår i släktet Gymnopleurus och familjen bladhorningar. Inga underarter finns listade i Catalogue of Life.